# 清水河 (张家口市)

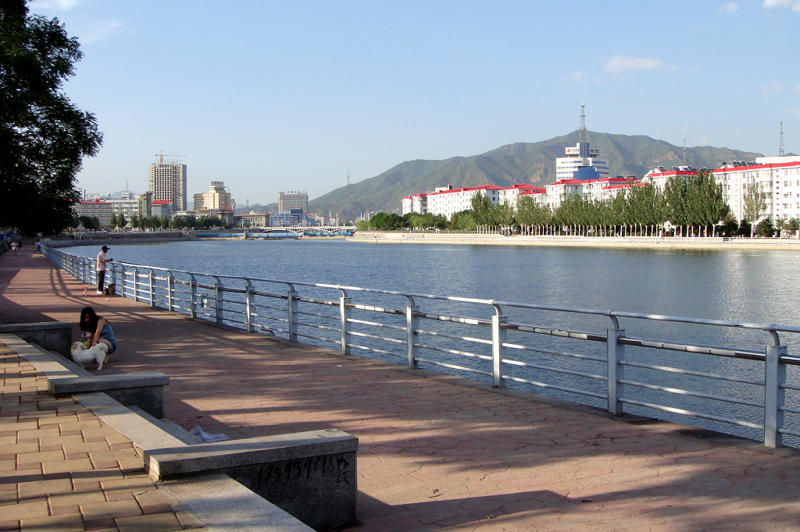
流经张家口市的清水河。摄于2010年7月1日

清水河是位于中国河北省张家口市境内的一条河流。发源于张家口市崇礼区东北部与张北县交界的桦皮岭南麓，流经清三营、狮子沟、白旗、西湾子、高家营5个乡镇，中间有太子城河、正沟河、西沟河汇入，在长城关隘大境门东侧流入张家口市主城区，是张家口市桥西区和桥东区的行政区分界河。流入主城区后由北向南纵贯整个市区，在市区南部清水河村西南方1.8公里处汇入洋河，全长109公里，流域总面积2380平方公里。上游正在规划建设乌兰哈达水库。
汛期最大流量559立方米／秒，枯季流量为0.5立方米／秒，河网密度0.32公里平方公里，径流量为0.3亿立方米／年。春夏干旱期水少，汛期一般在6-9月，结冰期上半部一般在10月中旬，下部在11月上旬，次年3月下旬至4月中旬开始解冻，冰厚按所处位置一般在0.5-1.5米。河水来源，平水期是地下泉水涌流，汛期主要是自然降水。

## 历史
清水河在《水经注》中曰甯川水，《口北三厅志》称为清水河。
1940年9月14日，日本天皇裕仁的胞弟北白川宫永久王上尉乘坐的飞机坠毁于蒙疆首府张家口清水河河道内，北白川宫永久王在空难中身亡，成为日本皇室在二战中丧生的第一位皇室成员。

## 跨河桥梁
清水河穿越张家口市主城区，现共建有跨河桥梁18座，其中公路桥15座，铁路桥1座，人行景观桥2座。

## 支流
太子城河发源于四台嘴乡棋盘梁村北偏东，因流经太子城村而得名。向西经马丈子乡至西湾子乡头道营村西注入清水河，全长15公里。
西沟河因流经西沟而得名，发源于驿马图乡吃米沟村南，雨季上游有麻泥坝沟水注入，流经驿马图、石嘴子乡，至高家营乡朝天洼村东北大桥下汇入清水河，全长44公里。